# Wappen der Provinz Lleida

Wappen der Provinz Lleida seit dem 31. Juli 2002

Das Wappen der Provinz Lleida wurde am 31. Juli 2002 in einer Plenarentscheidung der Abgeordnetenversammlung angenommen, nachdem die historische Abteilung des Instituts für katalanische Studien am 8. Juli 2002 ihr Gutachten abgegeben hatte. Die Entscheidung wurde am 10. Oktober im Diari Oficial de la Generalitat de Catalunya veröffentlicht.

## Beschreibung
Der rautenförmige Schild trägt auf goldenem Grund vier rote Pfähle. Darüber liegt ein ebenfalls rautenförmiger, grüner Herzschild, der einen von der Spitze ausgehenden, schwarzen Lilienstängel zeigt, der an seinen drei Enden jeweils eine silberne Blüte trägt. Der goldene Schildrand ist mit vier roten Scheiben belegt. Über dem Schild schwebt eine goldene, schwarz vermauerte Mauerkrone mit 16 Rechtecktürmen mit schwarzen Fenster- und Toröffnungen, von denen 9 Türme sichtbar sind.

## Historische Herkunft der Wappenbestandteile
Der Schild mit den vier roten Pfählen erscheint erstmals auf einem Siegel aus Wachs an einem Dokument, das Raimund Berengar IV., Graf von Barcelona am 2. September 1150 ausstellte. Die Legende, wonach Kaiser Karl der Kahle dem ersten erblichen Grafen von Barcelona, Wilfried dem Haarigen, den Wappenschild 897 an dessen Sterbebett aufgrund seiner Tapferkeit in der Schlacht verliehen haben soll, wurde 1551 vom Historiker Pere Antoni Beuter erdacht. Der Lilienstängel ist ein sprechendes Symbol für Lleida seit der Wende vom 12. zum 13. Jahrhundert. Das katalanische liri für Lilie ist sehr nahe am spanischen Stadtnamen Lérida. Seit 1228 erscheinen die Lilien vor dem Hintergrund des Senyal Reial, als Lleida per Vertrag vom 1. August zwischen Gräfin Aurembiaix von Urgell und König Jakob I. in den Besitz der Krone von Aragón überging.

## Vorgängerversion
Am 13. April 1964 erschien eine Vorgängerversion des Provinzwappens auf der 28. Briefmarke einer Serie Escudos provinciales españoles. Der Wappenschild war in neun Felder aufgeteilt, die den damals existierenden Gerichtsbezirken der Provinz entsprachen. Auf dem Schild ruhte die offene Königskrone Spaniens und er wurde rechts von einem goldenen Palmzweig und links von einem grünen Lorbeerzweig umrahmt.

Darstellung des früheren Provinzwappens auf der Provinzflagge aus der Zeit vor Erlangung der Autonomie

In der Heraldik werden die Bezeichnungen rechts und links grundsätzlich aus der Sicht der Person verwendet, die den Schild vor sich her tragen würde, also entgegengesetzt zur Sicht des Betrachters.

Die Felder hatten folgendes Aussehen:
1. Auf rotem Grund standen von rechts nach links ein goldenes, schwarz vermauertes Kastell mit roten Fenster- und Toröffnungen, ein goldenes, lateinisches Kreuz, gekrönt von einer goldenen Strahlensonne und eine Distel in natürlichen Farben. Das Feld stand für Solsona.
2. Auf goldenem Grund stand ein schwarzer Doppeladler mit ausgebreiteten Schwingen, goldenen Fängen und goldenen Kronen. Auf seiner Brust lag ein roter Herzschild mit drei goldenen, schräggestellten Strohhalmen (katalanisch pallas) als sprechendes Symbol für Pallars.
3. Das Feld war dreigeteilt: Oben rechts stand in Silber ein aufrechter, nach links gewandter, roter Löwe, oben links in Gold vier rote Pfähle und unten in Gold ein schwarzer Schlüssel, dessen Bart nach rechts wies. Das Feld stand für das Val d'Aran.
4. Dieses Feld war horizontal 2/3 zu 1/3 geteilt. In den oberen zwei Dritteln war auf blauem Grund die golden gekrönte Jungfrau Maria in silbernem Gewand und rotem Mantel mit dem Jesuskind auf dem linken Arm zu sehen, die auf einem goldenen Thron saß, der auf einer silbernen Wolke stand. In der rechten Hand hielt sie einen grünen Lilienstängel. Das untere Drittel war von Gold und Schwarz geschacht. Das Feld repräsentierte La Seu d’Urgell.
5. Auch dieses Feld war horizontal 2/3 zu 1/3 geteilt. Die oberen zwei Drittel zeigten auf blauem Grund zwei silberne Lilien in den Oberecken, das untere Drittel auf goldenem Grund vier rote Pfähle. Über allem erschien das nach links gerückte Standbild der Virgen de „Davall de flors“ mit einem goldenen Lilienzweig mit drei Blüten in der Rechten. Das Feld stand für Tremp.
6. Dieses Feld war Blau über Gold geteilt und zeigte oben einen silbernen, schreitenden Ochsen auf grüner Wiese und unten die vier roten Pfähle auf goldenem Grund. Es repräsentierte Les Borges Blanques.
7. Das Feld war schräggeviert und zeigte im Ober- und Unterviertel jeweils die vier roten Pfähle auf goldenem Grund. Rechtes und linkes Viertel waren jeweils von Gold und Schwarz geschacht. Das Feld stand für die Comarca Urgell.
8. Das Feld zeigte auf goldenem Grund vier rote Pfähle und darüber einen silbernen, schreitenden Hirsch (spanisch ciervo) mit einem 10-endigen Geweih als sprechendes Symbol für Cervera.
9. Der Herzschild zeigte ebenfalls auf goldenem Grund vier rote Pfähle und darüber einen schwarzen Lilienstängel mit drei endständigen, silbernen Blüten für die Provinzhauptstadt Lleida.